# Pedro Muguruza Otaño

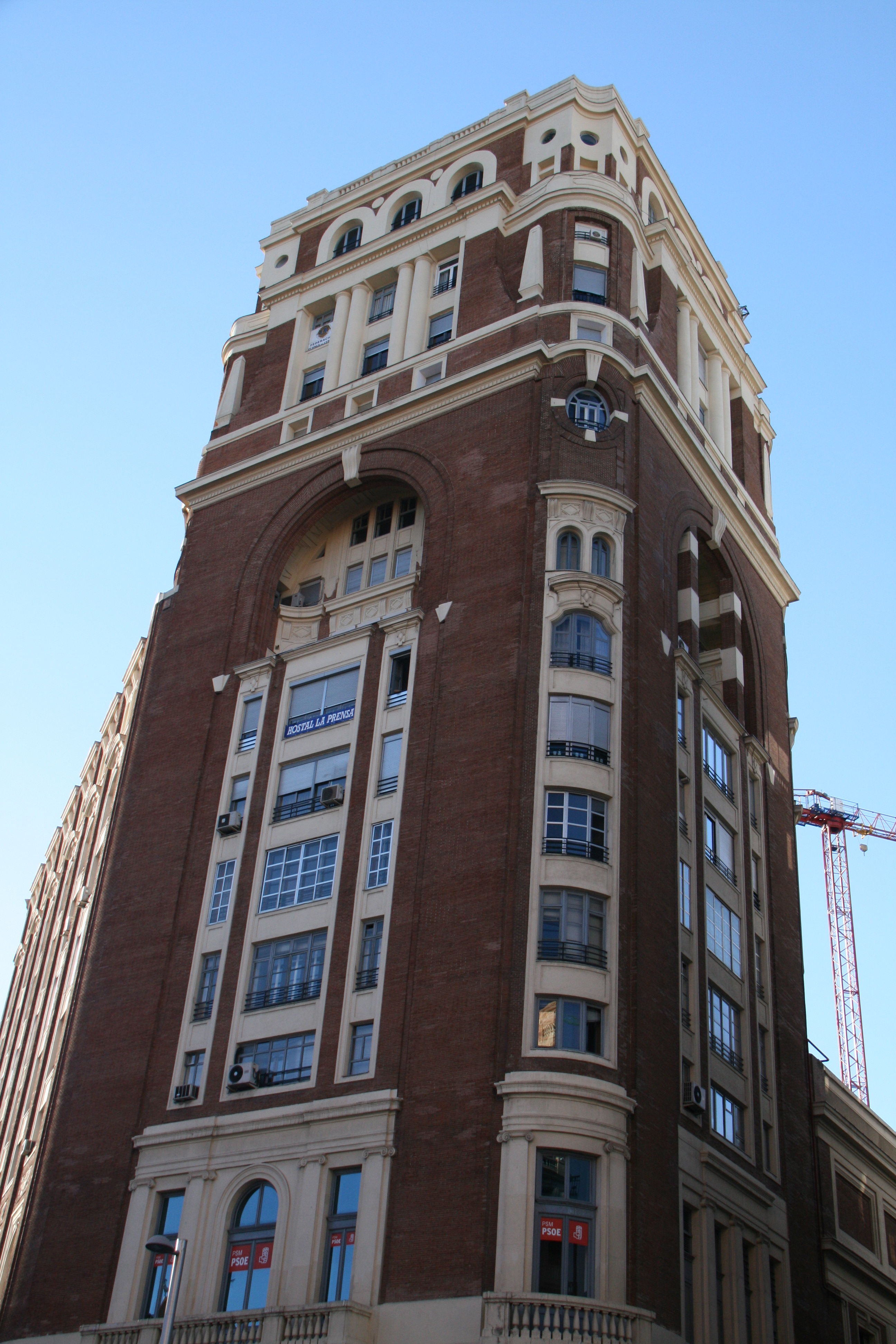
Palacio de la Prensa (Madrid)

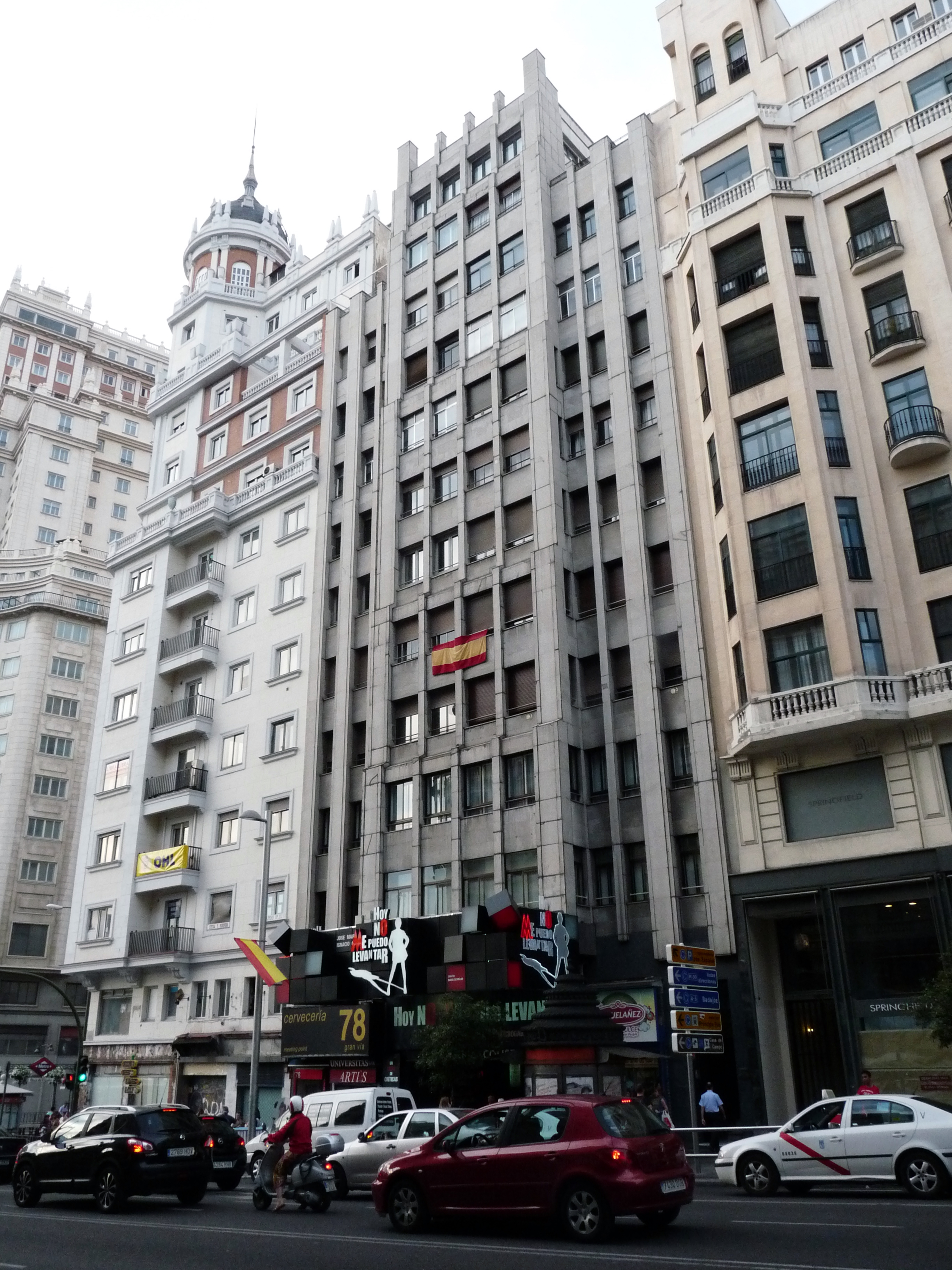
Edificio Coliseum (Madrid)

Pedro Muguruza Otaño (Madrid, 1893-1952) fou un arquitecte espanyol, titulat el 1916 per l'Escola Tècnica Superior d'Arquitectura de Madrid, i el més rellevant del període franquista en acabar la darrera Guerra Civil Espanyola.

## Biografia
El seu company Pascual Bravo en va deixar una semblança que el descriu com un mosso fornit, de complexió atlètica, de mirada franca i expressiva i de loquacitat simpàtica, a més d'admirar les seues sorprenents habilitats com a dibuixant extraordinari, habilitats de les que, de fet, Muguruza va donar constants proves al llarg de la seua vida.
La seua primera pràctica professional s'inicia en l'estudi d'Antonio Palacios Ramilo, on coincideix amb Casto Fernández-Shaw. L'obra més rellevant de la carrera de Muguruza és, sens dubte, el Palacio de la Prensa (1924-1928) a la plaza del Callao de Madrid, un edifici sobre un perímetre irregular, de volum canviant i ple de matisos en relació als carrers que l'envolten i al complex programa que allotja al seu interior, estilísticament classificable dins d'un classicisme modern molt diferent del funcionalisme que, una mica més tard, farà palès Muguruza quan es va associar amb Fernández-Shaw per a realitzar l'Edificio Coliseum (1931-1933), a la Gran Vía de Madrid, i molt diferent també del racionalisme del que fa gala el mateix Muguruza amb el seu Mercado de Maravillas (1942), un edifici estrany en aquelles dates per la seua proximitat al llenguatge d'estil internacional en una època en què era gairebé obligada una referència al nacionalisme espanyol més revellit.
A Barcelona va guanyar el concurs per al projecte de la nova Estació de França, mentre que a Berlín i Lisboa va reformar els interiors de les ambaixades espanyoles. Muguruza va ésser també arquitecte conservador de la Reial Acadèmia de Belles Arts de San Fernando, de l'Acadèmia de Ciències i de la Història, i del palau de l'actual Ministeri d'Afers Exteriors i Cooperació, el qual va ampliar el 1942 duplicant pràcticament la seua superfície anterior amb un cos annex que completa l'illa de cases. Va restaurar la casa de Lope de Vega (1932-1935), el monestir de San Jerónimo el Real a Madrid, les cartoixes d'El Paular i de Miraflores, i el Castillo de la Mota. El 1942 va projectar (juntament amb Francisco Oyarzábal i Antonio Muñoz Salvador) i dirigir fins al 1948 l'obra del monument funerari, basílica i monestir-caserna del Valle de los Caídos (modificada i acabada posteriorment per l'arquitecte Diego Méndez).
Pedro Muguruza va ésser catedràtic de projectes I a l'Escola Tècnica Superior d'Arquitectura de Madrid i acadèmic electe de la Reial Acadèmia de Belles Arts de San Fernando el 1935. Va crear i dirigir des del setembre del 1939 la Direcció General d'Arquitectura, adscrita al Ministeri de la Governació, i de la qual depenia la Secció d'Urbanisme i el Centre Experimental d'Arquitectura. Fou també acadèmic de la Reial Acadèmia de Belles Arts de Sant Carles de València, comissari del Pla d'Ordenació de Madrid, degà-president del Col·legi Oficial d'Arquitectes de Madrid, fundador i president de la Germandat d'Arquitectes, conseller nacional i procurador en Corts.
El seu primer encàrrec oficial l'obté el 1923, amb el seu nomenament d'arquitecte conservador del Museu del Prado per la renúncia d'Amós Salvador Sáenz y Carreras. La seua primera comesa com a tal va ésser adoptar una solució tècnicament avantguardista en projectar el 1924 i construir el 1927 la volta de formigó armat de la gran galeria, de la seua avantsala i de la rotonda final, tot això en la planta principal de l'edifici, al centre del qual afegeix també quatre grups de columnes jòniques aparellades que interrompen la continuïtat original de la gran galeria i que fou una decisió arriscada i molt menys avantguardista en aquell temps. En aquells mateixos anys realitza també l'escala principal del centre del Museu (1925) i tanca amb fusteries metàl·liques les galeries jòniques de la façana oest, finalitzant les seues intervencions a l'edifici després de condicionar l'àtic nord i construir una nova escala d'accés a les noves sales d'exposició creades per al llegat Fernández Durán.
Després de la darrera Guerra Civil Espanyola, el 1941 i el 1951, Pedro Muguruza va projectar diferents ampliacions per al Museu del Prado (mai realitzades), i durant els anys 1943-1946 projectà i construí la nova escala exterior de la façana de Goya i habilità la planta baixa del cos nord per al seu ús com a nou accés i zona d'exposició. Va continuar la substitució iniciada per Arbós de tots els materials combustibles de l'edifici i ornamentà de marbres foscos els sòcols.